# Ivo Samkalden

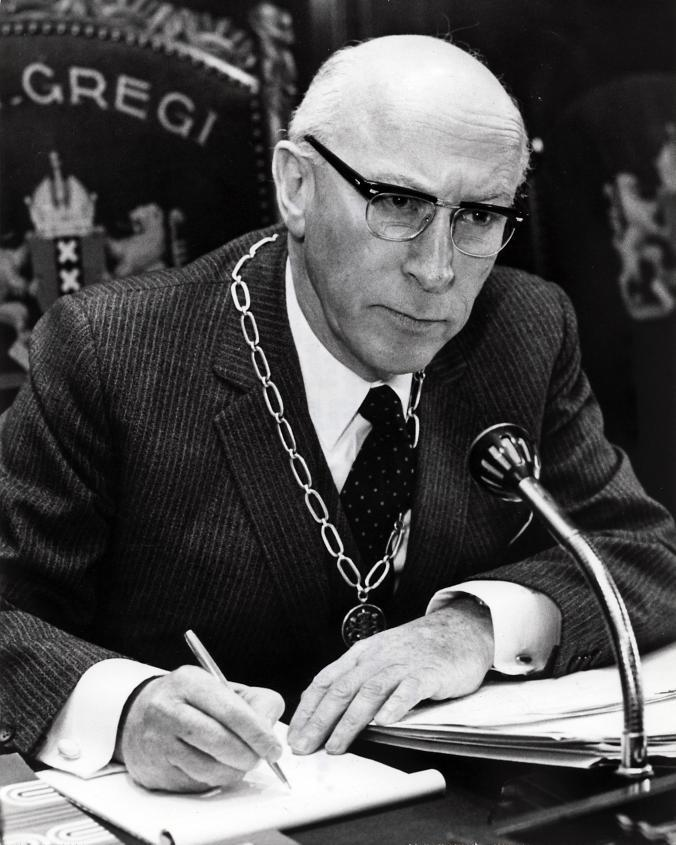
Ivo Samkalden

Ivo Samkalden (10 tháng 8 năm 1912, Rotterdam - 11 tháng 5 năm 1995, Amsterdam) là một nhà chính trị người Hà Lan. Ông là thị trưởng thành phố Amsterdam từ năm 1967 đến năm 1977